# Rozdzielec
Rozdzielec – potok, lewy dopływ rzeki Łososina. Ma też lokalną nazwę Sławutka. Cała jego zlewnia znajduje się w Beskidzie Wyspowym. Ma źródła na wysokości około 460 m n.p.m. w miejscowości Rozdziele, po wschodniej stronie Przełęczy Rozdziele. Nazwa potoku pochodzi od nazwy tej miejscowości. Tuż pod schroniskiem turystycznym łączy się z drugim potokiem, wypływającym na stokach Łopusza. Spływa głęboką doliną początkowo we wschodnim kierunku. W dolnym Rozdzielu zmienia kierunek na południowy, potem południowo-wschodni. W miejscowości Kamionka Mała przepływa pod drogą Laskowa – Ujanowice i uchodzi do Łososiny na wysokości 309 m. Potok ma dużo dopływów (około 8 większych potoków, m.in. Rzycki i Rosochatka). Doliną potoku Rozdzielec biegnie lokalna droga z Rozdziela przez Kamionkę Małą do szosy Laskowa – Ujanowice.
W Rozdzielu na potoku Rozdzielec gmina Żegocina wykonała niewielki basen, który może być wykorzystany do kąpieli. Normalnie Rozdzielec to niewielki potok, jednak po dużych ulewach, gdy ogromnie wzrasta masa płynącej nim wody, Rozdzielec ma ogromną siłę niszczącą spowodowaną dużym spadkiem. Rocznie spływa nim co najmniej 6400000 m³ wody.